# Doorgeefschaak

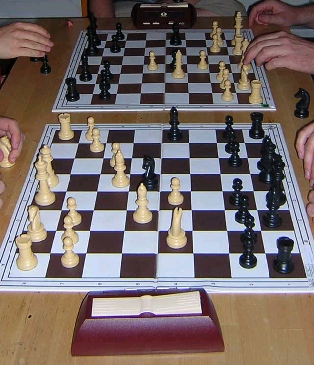
Doorgeefschaak

Doorgeefschaak is een variant op het schaken, waarbij twee teams van elk twee personen het tegen elkaar opnemen in twee gelijktijdig gespeelde schaakpartijen op naast elkaar geplaatste borden. Elk team heeft aan het ene bord wit en aan het andere bord zwart.
Wie een stuk of pion van de tegenstander slaat, geeft dat door aan zijn of haar medespeler. Deze mag dan op een zelfgekozen moment een van de doorgegeven stukken of pionnen op het eigen bord plaatsen in plaats van een normale zet te doen. Aangezien de ontvangen stukken van de eigen kleur zijn (wie met wit speelt, heeft een medespeler die met zwart speelt en dus witte stukken slaat), kan men zo de eigen actieve strijdmacht op het bord versterken. Ook geeft dit een extra mogelijkheid om schaak op te heffen, namelijk door het tussenplaatsen van een doorgegeven stuk of pion.
Het doorgeefschaak is een Nederlandse vinding. In 1973 werden de regels vastgesteld.

## Regels
De Koninklijke Nederlandse Schaakbond heeft een officieel wedstrijdreglement opgesteld voor doorgeefschaak . De belangrijkste regels zijn:
- Een speler mag een doorgegeven stuk op het bord zetten in de plaats van een gewone zet (het verplaatsen van een stuk).
- Met het plaatsen mag niet worden geslagen en geen schaak worden gegeven.
- Een pion mag niet op een promotieveld of op de eigen onderste rij worden geplaatst. (In eerdere varianten van de regels waren er strengere beperkingen, bijvoorbeeld niet verder dan de eigen vijfde rij of zelfs alleen op de eigen tweede rij, net als in de beginstelling.)
- Een stuk dat is ontstaan door de promotie van een pion wordt bij het doorgeven weer een pion. Daarom blijft de gepromoveerde pion de gedaante van een pion houden. De spelers moeten onthouden welk stuk het voorstelt.
- De doorgegeven schaakstukken moeten zichtbaar zijn voor de tegenstanders. Men mag de reservevoorraad dus niet verborgen houden, zoals in informele potjes weleens gebeurt.
- Pat of remise wegens materiaaltekort is pas definitief als de andere partij afgelopen is.
- Bij tijdsoverschrijding is de partij remise als de tegenstander de partij niet reglementair kan winnen; ook niet door het inzetten van stukken die diens teamgenoot geslagen heeft of nog kan slaan.
- De wedstrijd eindigt als beide partijen zijn afgelopen. De uitslag is, net als bij andere teamwedstrijden, de optelsom van de afzonderlijke partijen, dus 2–0, 1½–½ of 1–1.

Bij de Engelse variant op het doorgeefschaak, bughouse, mag met het plaatsen wel schaak worden gegeven.

## Tactiek
Het is voor alle spelers goed opletten wat er op het andere bord gebeurt. Soms heeft de medespeler dringend een extra stuk of pion nodig en dan kan het lonen om daar iets voor te offeren dat normaal gesproken eigenlijk meer waard zou zijn. Het spel vertragen, zodat de tegenstander geen kans krijgt om iets te slaan, is daar een mogelijk antwoord op. Het is daarom belangrijk dat er met een schaakklok wordt gespeeld, want anders zou de strijd geheel kunnen stilvallen. Paarden zijn gewild omdat het vaak mogelijk is daarmee meer dan één dreiging in het spel te brengen. Pionnen kunnen op de voorlaatste rij worden geplaatst voor een snelle promotie. Vaak doen ze ook dienst om een gevaarlijke open lijn goedkoop te dichten. Omdat een tot stuk gepromoveerde pion na slaan als gewone pion terugkeert, is het nadelig om een gewoon stuk daartegen te ruilen.

## Nederlands kampioen
- 1974 : Charles Kuijpers / Ruud Dobbelaar
- 1975 : Charles  Kuijpers / Ruud Dobbelaar
- 1976 : Henk Smout / Joan Baart
- 1977 : Jaap van den Herik / Leo Kerkhoff
- 1978 : Jaap van den Herik / Leo Kerkhoff
- 1979 : Ruud Dobbelaar / Geertsma
- 1980 : Manuel Bosboom / Erik Bark
- 1981 ?
- 1982 : Arie Werksma / Maarten de Zeeuw
- 1983 : Maarten de Zeeuw / Arie Werksma
- 1984 : Casper Blaauw / Albert Blees
- 1985 : Maurits Wind / Michiel Wind
- 1986 : Edgar Blokhuis / Michiel Wind
- 1987 : Erik Hoeksema / Jaap Brouwer
- 1988 : Marcel Canoy / Herman Neufeglise
- 1989 : Johan Booij / Eddy Sibbing
- 1990
- 1991
- 1992
- 1993
- 1994
- 1995
- 1996
- 1997 : Erik Hoeksema / Jaap Brouwer
- 1998 : Duijn / Bakker
- 1999 : Gozewijn van Laatum / Bert van der Linden
- 2000
- 2001
- 2002 : Gozewijn van Laatum / Bert van der Linden
- 2003 -- niet georganiseerd
- 2004 : Willem Bor / Paul van der Hoeven
- 2005 : Stefan van Blitterswijk / Raoul van Ketel
- 2006 : Quirinius van Dorp / Jochem Snuverink
- 2007 : Quirinius van Dorp / Jochem Snuverink
- 2008 : Quirinius van Dorp / Jochem Snuverink
- 2009 : Jan Breukelman / Erik-Jan Hummel
- 2010 : Jan Breukelman / Erik-Jan Hummel
- 2011 -- niet georganiseerd
- 2012 : Jan Breukelman / Erik-Jan Hummel
- 2013 : Jan Breukelman / Erik-Jan Hummel
- 2014 : Jan Breukelman / Erik-Jan Hummel
- 2015 : Jan Breukelman / Erik-Jan Hummel
- 2016 : Jan Breukelman / Erik-Jan Hummel
- 2017 : Jan Breukelman / Erik-Jan Hummel
- 2018 : Jan Breukelman / Erik-Jan Hummel
- 2019 : Tobias Kabos / Manuel Bosboom